# Riksväg 11
Der Riksväg 11 ist eine schwedische Fernverkehrsstraße, die teilweise als Autobahn ausgebaut ist. Sie verläuft auf einer Länge von 91 km von Malmö nach Simrishamn.

## Verlauf
Der Riksväg 11 beginnt am Kreuz Bulltofta, wo er den Inre Ringvägen kreuzt, den Ring von Malmö. Einige Kilometer weiter kreuzt der Riksväg am Kreuz Toftanäs die E6, E20 und E22. Etwa drei Kilometer hinter dem Kreuz endet die Autobahn und wird zu einer 2x1 spurigen Schnellstraße. Nach dem Verlassen der Stadt Malmö verläuft die Straße weiter durch die Gemeinde Burlöv, wo viele Ackerflächen entlang des Riksväges liegen. Nach der Einfahrt in die Gemeinde Staffanstorps kreuzt die Straße den Länsväg 108.
In der Gemeinde Lund verläuft der Riksväg zuerst in die Kleinstadt Dalby, wo der Riksväg 16 an einem Kreisverkehr in den Riksväg mündet. Die Straße macht nun im Süden einen Bogen um die Stadt. Die Landschaft verändert sich, sie wird immer hügeliger. Weiter Richtung Osten wird aus der freien Landfläche immer mehr Waldflächen. Bei Veberöd kreuzt die Straße den Länsväg 102. Nun kommt man in die Gemeinde Sjöbo.
Im Osten der Stadt Sjöbo kreuzt der Riksväg 11 den Riksväg 13, mit dem er im Süden von Sjöbo gemeinsam verläuft. Anschließend verlässt man Sjöbo und kommt in die Gemeinde Tomelilla. Hier kreuzt die Straße Svampabanan, eine Motorrad Straße, die sehr hügelig ist. Direkt danach kommt man an den Kreisverkehr, wo der Riksväg 11 den Riksväg 19 kreuzt. Nun kommt man in die Gemeinde Simrishamn, wo der Riksväg in den Riksväg 9 mündet und endet.